# Mitologia gal·lesa

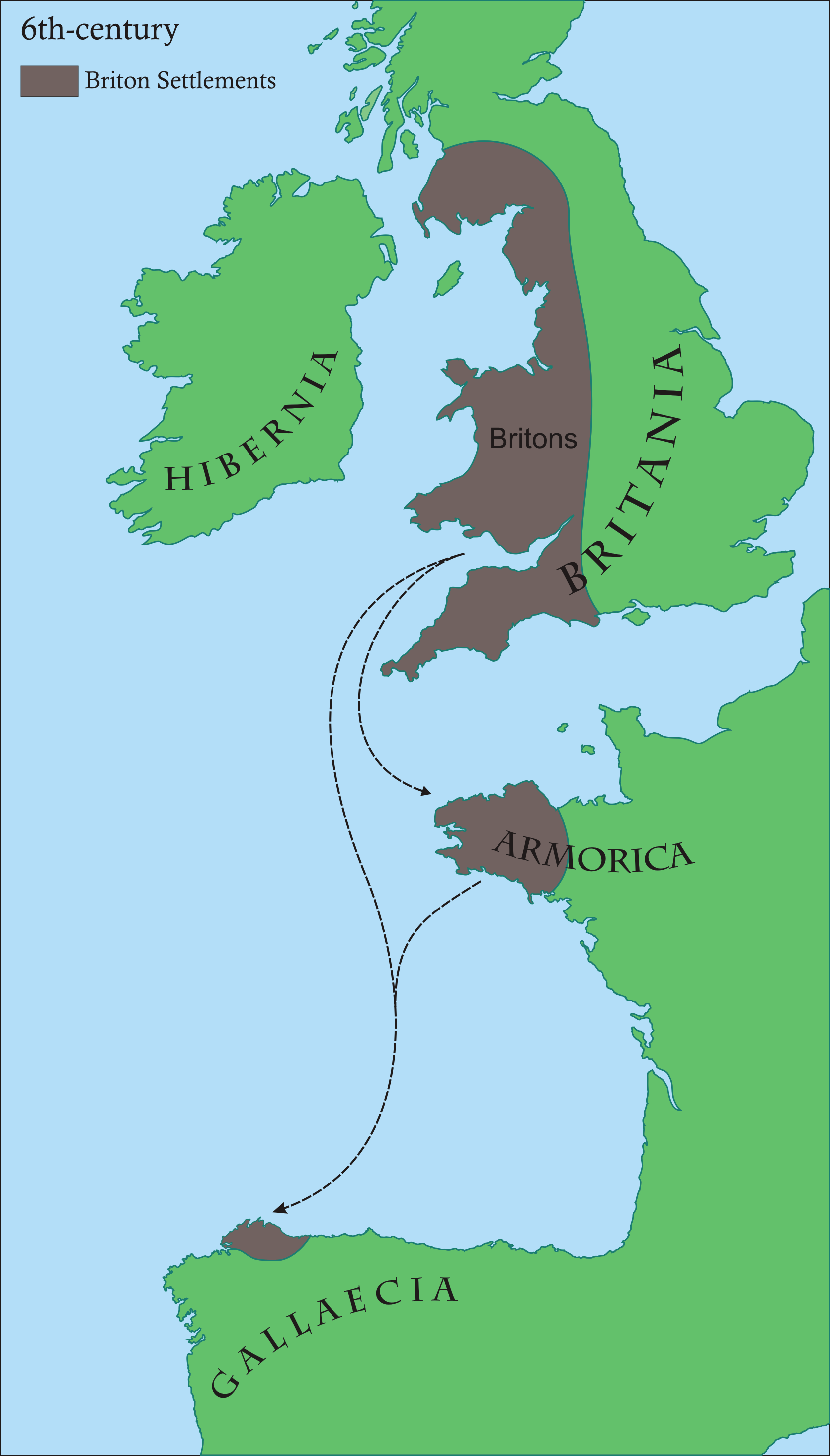
Migracions dels britons durant la invasió dels anglosaxons a Britànnia (')

La mitologia gal·lesa es compon tant de les tradicions populars desenvolupades a Gal·les com de les tradicions desenvolupades pels celtes britons en altres llocs abans del final del primer mil·lenni.
Com la majoria de les societats orals que es troben predominantment a la Gran Bretanya prehistòrica, la mitologia gal·lesa i la història van ser registrades oralment per especialistes com els druides (en gal·lès, derwydd). Aquest registre oral s'ha perdut o alterat com a resultat del contacte extern i la invasió al llarg dels anys.
Gran part d'aquesta mitologia i història alterades es conserven en manuscrits medievals gal·lesos, que inclouen el Llibre vermell de Hergest, el Llibre blanc de Rhydderch, el Llibre d'Aneirin i el Llibre de Taliesin. Altres obres connectades a la mitologia gal·lesa inclouen la compilació històrica llatina del segle ix Historia Brittonum (Història dels britons) i la crònica llatina del segle xii de Geoffrey de Monmouth, Historia Regum Britanniae (Història dels reis de Britànnia), i posteriorment folklore com el llibre de 1908 The Welsh Fairy Book (El llibre de les fades gal·leses) de William Jenkyn Thomas.

## Llegendes

### Les quatre branques delMabinogi
La majoria de les històries mitològiques contingudes en la col·lecció del Mabinogion es denominen col·lectivament Les quatre branques del Mabinogi, que es concentren en gran manera en les proeses de diverses deïtats britàniques que han estat cristianitzades en reis i herois. L'únic personatge que apareix en totes les branques és Pryderi fab Pwyll, rei de Dyfed, que neix en la primera branca, és assassinat en la quarta, i probablement és un reflex del déu celta Maponos. Els únics altres personatges recurrents són la mare de Pryderi, Rhiannon, associada amb el pacífic príncep britànic Manawydan, que més tard es converteix en el seu segon marit. Manawyadan i els seus germans Brân el Beneit (Bendigeidfran o Brân Fendigaidd, «Corb beneit»); Branwen i Efnysien són els actors clau de la segona branca, mentre que la quarta branca es refereix a les gestes de la família de Dôn, que inclouen el mag Gwydion, el seu nebot Lleu Llaw Gyffes, i la seva germana, Arianrhod.

#### Primera branca:Pwyll, príncep de Dyfed

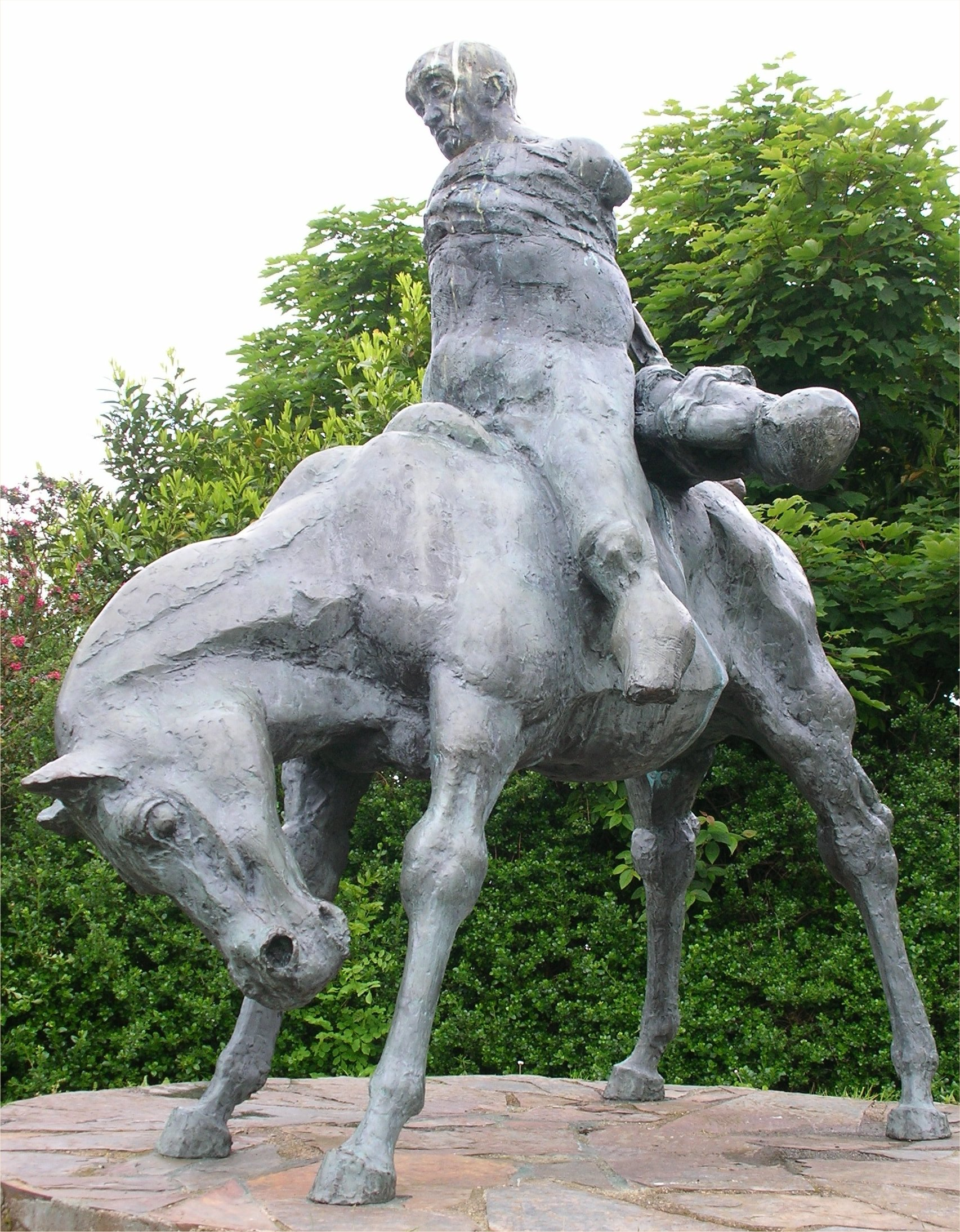
Els dos reis (de l'escultor Ivor Roberts-Jones, 1984) prop de Harlech Castle, Gal·les. Brân el Beneit porta el cos del seu nebot Gwern

La primera branca explica com Pwyll, príncep de Dyfed, conviu durant un any amb Arawn, rei d'Annwn (l'"altre món" gal·lès), derrota l'enemic d'Arawn, Hafgan, i al seu retorn es troba amb Rhiannon, una bella donzella que té un cavall que no pot ser capturat. Aconsegueix guanyar-se'n la mà a costa de Gwawl, que estava compromès amb ella, i li dona un fill, però el nen desapareix poc després del seu naixement. Rhiannon és acusada de matar-lo i obligada a portar els convidats a l'esquena com a càstig. El nen ha estat capturat per un monstre, i és rescatat per Teyrnon i la seva esposa, que el cuiden com si fos el seu propi fill, i l'anomenen «Gwri del cabell daurat», fins que es comença a assemblar-se a Pwyll. El retornen als seus pares biològics i Rhiannon és alliberada del seu càstig, i el nen es reanomena Pryderi.

#### Segona branca:Branwen, filla de Llŷr
En la segona branca, Branwen, germana de Brân el Beneit, rei de Britànnia, es donada en matrimoni a Matholwch, rei d'Irlanda. El mig germà de Branwen, Efnysien, insulta a Matholwch mutilant els seus cavalls, però en compensació, Brân li lliura nous cavalls i un tresor, incloent el pair dadeni, un calderó màgic que pot tornar a la vida els morts. Matholwch i Branwen tenen un fill, Gwern, però Matholwch procedeix a maltractar a Branwen, la colpeja i l'explota treballant. Branwen entrena un estornell per fer arribar un missatge a Brân, que declara la guerra a Matholwch i el seu exèrcit creua el mar d'Irlanda amb vaixells. Matholwch li ofereix la pau, i construeix una casa molt gran per distreure Brân, però a dins hi ha penjats un centenar de sacs: li diu a Efnysien que contenen farina, quan en realitat oculten guerrers armats. Efnysien mata els guerrers prement els sacs. Més tard, en una festa, Efnysien llança a Gwern al foc i es trenca la pau. Veient que els irlandesos estan utilitzant el pair dadeni (el calderó del renaixement) per a ressuscitar els seus morts, Efnysien s'amaga entre els cadàvers i destrueix el calderó, tot i que l'esforç li costa la vida. Només set britànics sobreviuen a la batalla, incloent-hi Pryderi, Manawyddan i Brân, que és ferit de mort per una llança enverinada. Brân demana als seus companys que li tallin el cap i que tornin a Anglaterra. Branwen mor de pena quan torna a casa. Cinc dones embarassades sobreviuen per repoblar Irlanda.

#### Tercera branca:Manawydan, fill de Llŷr

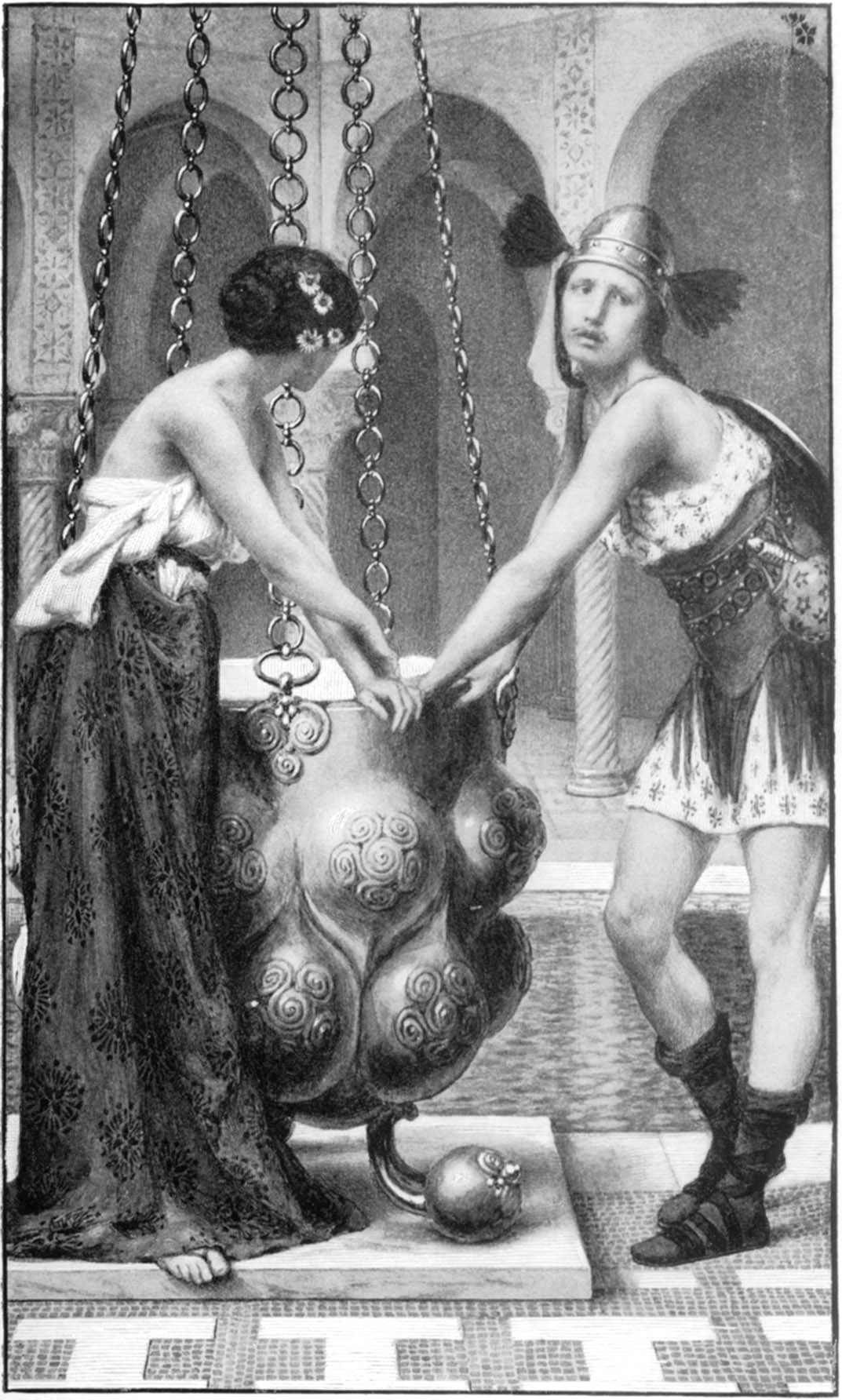
Pryderi i Rhiannon capturats pel calderó màgic d'Albert Herter (1898)

Pryderi i Manawydan tornen a Dyfed, i Pryderi es casa amb Cigfa i Manawydan amb Rhiannon. No obstant això, una boira baixa sobre la terra, i la deixa buida i desolada. Al principi, els quatre es donen suport mutu per caçar, i després es traslladen a Anglaterra on es guanyen la vida fent selles, escuts i sabates de tal qualitat que els artesans locals no poden competir-hi i els expulsen de les seves ciutats. Finalment tornen a Dyfed i es tornen de nou caçadors. Mentre cacen, un senglar blanc els porta a un misteriós castell. Pryderi, en contra dels consells de Manawydan, entra al castell, però no en torna. Rhiannon va a investigar i el troba adherit a un calderó, incapaç de parlar. Ella acaba igual i el castell desapareix. Manawydan i Cigfa tornen a Anglaterra com a sabaters, però una vegada més els artesans locals els expulsen i tornen a Dyfed. Sembren tres camps de blat, però el primer camp es destrueix abans que es pugui collir. L'endemà, el segon camp és destruït. Manawydan vigila el tercer camp, i quan el veu destruït pels ratolins, agafa el seu líder i decideix penjar-lo. Un erudit, un sacerdot i un bisbe, al seu torn, li ofereixen regals si els lliura el ratolí, però ell s'hi nega. Quan se li pregunta què vol a canvi de la vida del ratolí, demana la salvació de Pryderi i Rhiannon i l'aixecament de l'encanteri de Dyfed. El bisbe hi està d'acord, perquè el ratolí és, de fet, la seva dona. El bisbe havia fet una guerra màgica contra Dyfed perquè és amic de Gwawl, a qui Pwyll, el pare de Pryderi, havia humiliat.

#### Quarta branca:Math, fill de Mathonwy
Mentre Pryderi governa Dyfed (el sud de Gal·les), Gwynedd (el nord de Gal·les) està governada per Math, fill de Mathonwy. Els seus peus han de ser cuidats per una verge, excepte quan està en la guerra. Gilfaethwy, nebot de Math, està enamorat de Goewin, l'encarregada de cuidar els peus de Math, i el germà de Gilfaethwy, Gwydion, enganya a Math per anar a la guerra contra Pryderi perquè Gilfaethwy pugui tenir accés a ella. Gwydion mata a Pryderi en un combat individual, i Gilfaethwy viola a Goewin. Math es casa amb Goewin per salvar-la de la vergonya i encanta a Gwydion i Gilfaethwy, transformant-los en cries de cérvol, després en porcs senglars, i finalment en llops. Després de tres anys recuperen la forma humana i tornen. Math necessita una altra verge perquè li cuidi els peus, i Gwydion li suggereix la seva germana, Arianrhod, però quan Math comprova de manera màgica la seva virginitat, dona a llum dos fills. Un d'ells, Dylan, és portat immediatament al mar. L'altre fill és criat per Gwydion, però Arianrhod li diu que mai tindrà un nom o braços, si no és que ella els hi lliuri i es nega a fer-ho. Però Gwydion la mata per anomenar-lo Lleu Llaw Gyffes (Brillant, de mà ferma), i li dona braços. Tot seguit, li diu que mai tindrà una esposa de cap ètnia que resideixi a la terra, de manera que Gwydion i Math li fan una dona amb flors, anomenada Blodeuwedd (possiblement 'Cara de flor', encara que se n'han suggerit altres etimologies). Però Blodeuwedd s'enamora d'un caçador, Gronw Pebr, i tots dos intenten matar a Lleu. Algunes de les mentides que Blodeuwed diu a Lleu revelen els mitjans pels quals ell pot ser assassinat, i quan Gronw intenta fer l'acció, Lleu s'escapa transformat en àguila. Gwydion troba a Lleu i el transforma de nou en forma humana, i converteix a Blodeuwedd en un mussol, li canvia el nom i l'emmalalteix durant el procés. Gronw s'ofereix per compensar a Lleu, però Lleu es nega i insisteix a matar-lo. Gronw decideix amagar-se darrere d'una roca quan Lleu intenta matar-lo amb la seva llança, però la tira amb tanta força que travessa la roca i el mata.

##### Cad Goddeu
Segons sembla, una gran tradició ha envoltat la Cad Goddeu (La batalla dels arbres), un conflicte mitològic entre els fills de Dôn i les forces d'Annwn (el "més enllà" gal·lès), aparentment connectada amb la primera branca del Mabinogi.
Amaethon, un dels fills de Dôn, roba un cabirol blanc i un cadell de Cwn annwn d'Arawn, rei d'Annwn, i origina una gran batalla. Gwydion lluita al costat del seu germà i, assistit per Lleu, encanta «els arbres i ciperàcies rudimentaris» per convertir-los en guerrers que lluitin contra les forces d'Arawn. L'alnus condueix l'atac, mentre que el pollancre cau en la batalla, i el cel i la terra tremolen davant el roure, un «valent defensor contra l'enemic». Els jacints dels boscos es combinen i causen una «consternació», però l'heroi n'és el grèvol, tenyit de verd. Un guerrer que lluita juntament amb Arawn no pot ser vençut, tret que els seus enemics li puguin endevinar el nom. Gwydion endevina el nom del guerrer, identificant-lo en el seu escut, entre les petites branques de l'alnus, i recita dos englyns:
És clar que el meu cavall és impulsat per l'esperó;
les rames més altes de l'alnus són a l'escut.

### Contes nadius

#### El somni de Macsen Wledig

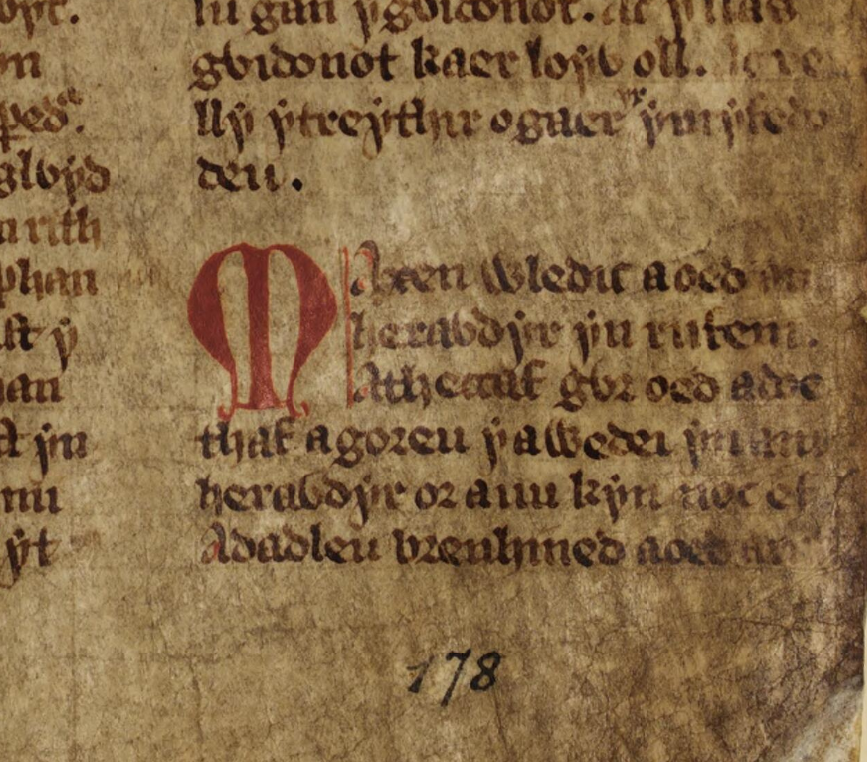
Inici dEl somni de Macsen Wledig, del Llibre Blanc de Rhydderch, f.45.r

Aquesta història de Maximian (com el denomina Geoffrey de Monmouth) és tan diferent de la Historia Regum Britanniae que els acadèmics coincideixen que el somni no es pot basar exclusivament en la versió de Geoffrey. La història del somni també sembla millor amb detalls de les Tríades gal·leses (en gal·lès, Trioedd Ynys Prydein), per la qual cosa potser reflecteix una tradició anterior.
Macsen Wledig, emperador de Roma, somia durant la nit amb una encantadora donzella d'una terra meravellosa i llunyana. Quan desperta, envia els seus soldats per tota la terra a cercar-la. Amb molta dificultat, la troben en un ric castell de Britànnia, filla d'un capità establert a Segontium (Caernarfon), i porten l'emperador davant d'ella. Tot el que troba és exactament igual al seu somni. La donzella, que es diu Helen o Elen, l'accepta i l'estima. Com que Elen és verge, Macsen dona al seu pare la sobirania de Britànnia i ordena construir tres castells per a la seva esposa. Durant l'absència de Macsen, un nou emperador pren el poder i li avisa que no torni. Amb l'ajuda de soldats britànics liderats pel germà d'Elen, Conanus (en gal·lès: Kynan Meriadec; en francès: Conan Meriadoc) marxa per la Gàl·lia i Itàlia i recupera Roma. En reconeixement dels seus aliats britànics, els recompensa amb una porció de la Gàl·lia que es coneix actualment com Bretanya.

#### Lludd i Llefelys
Una altra història mitològica inclosa en la col·lecció del Mabinogion és la història de Lludd i Llefelys (en gal·les, Cyfranc Lludd a Llefelys).
Lludd és rei de Britànnia, i el seu germà, Llefelys, de França. El regne de Lludd està assetjat per tres amenaces: els coraniaid, un poble demoníac que pot escoltar-ho tot; un terrible crit que se sent durant la Nit de Walpurgis que terroritza la gent; i la desaparició contínua dels queviures de la cort del rei. Lludd demana ajuda a Llefelys, i li parlai a través d'un tub de llautó perquè els coraniaid no els sentin. Llefelys crea una poció amb aigua d'insectes que destrueix els coraniaid quan són esquitxats. Descobreix que el crit prové de dos dracs que lluiten entre si. Emborratxa els dracs amb hidromel i els enterra a Dinas Emrys, actualment el nord de Gal·les. També venç al bruixot que està robant totes les provisions de Lludd i l'obliga a servir a Lludd.

#### Hanes Taliesin
Guest inclogué Hanes Taliesin (La Història de Taliesin, originàriament coneguda amb el nom de Gwion Bach ap Gwreang) en la seva traducció del Mabinogion, malgrat l'absència d'aquest conte en el Llibre Blanc de Rhydderch i en el Llibre Vermell d'Hergest. Els estudiosos posteriors ha identificat el relat com postmedieval; com a tal, queda fora de les edicions més modernes del Mabinogion. Tot i així, els elements del conte precedeixen aquesta presentació. Aquesta història és diferent del Llibre de Taliesin, que és una col·lecció de poemes atribuïts a Taliesin.

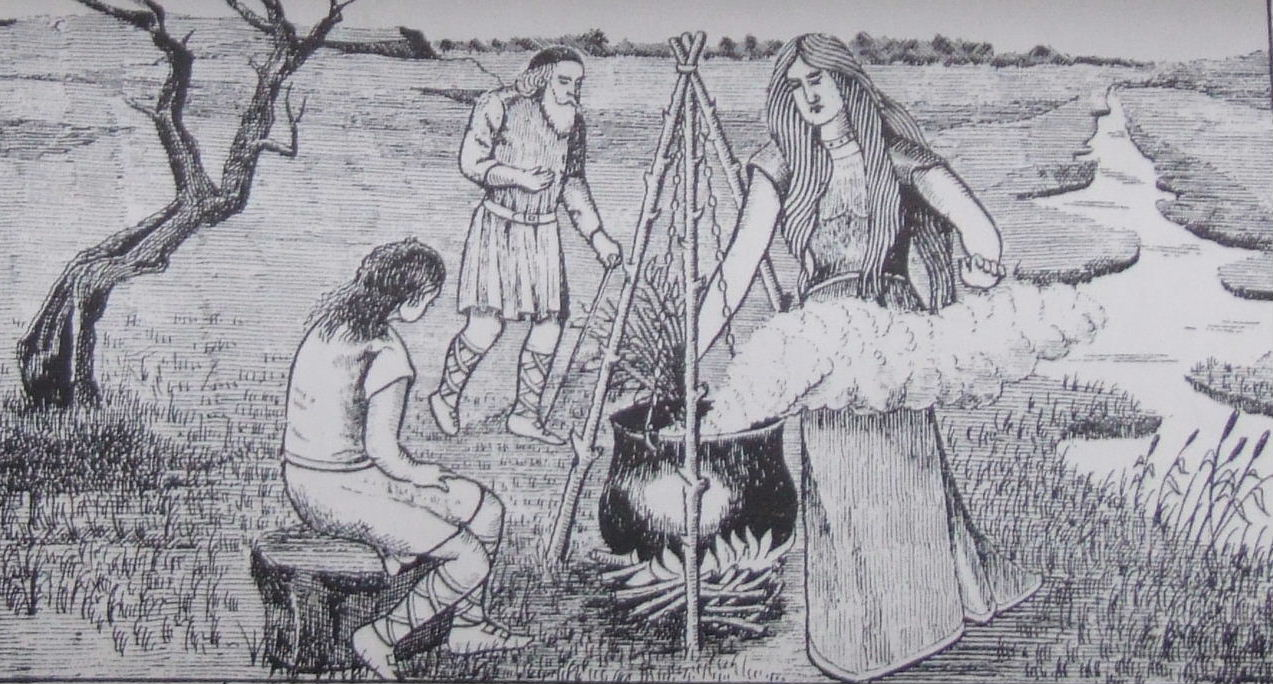
El jove Gwion vigila el calderó de Ceridwen

Segons la història, Taliesin començà la vida com a Gwion Bach, un criat de la bruixa Ceridwen. Ceridwen tenia una filla molt bella i un fill molt lleig, anomenat Avagddu (també conegut amb el nom de Morfran). Ceridwen decideix ajudar el seu fill a preparar una poció màgica, les primeres tres gotes de les quals li donaran el do de la saviesa i la inspiració (awen). La poció s'ha de cuinar durant un any i un dia, per la qual cosa Ceridwen demana a un cec anomenat Morda que mantingui el foc sota el calderó, mentre que Gwion Bach el remou. Es van vessar tres gotes calentes de la poció al polze de Gwion mentre la removia: instintivament es posà el polze a la boca, i guanyà a l'instant saviesa i coneixement. El primer pensament que se li ocorre és que Ceridwen el matarà, de manera que s'escapa. Aviat, Ceridwen atrapa a Gwion després d'una persecució amb metamorfosis en què es converteixen en diversos animals: una llebre i un llebrer, un peix i una llúdria, i un ocell i un falcó. Esgotat, Gwion finalment es converteix en un gra de blat de moro, però Ceridwen es converteix en una gallina i se'l menja. Ceridwen queda embarassada, i quan dona a llum, llança el nen a l'oceà dins d'una bossa de cuir. Elffin, fill de Gwyddno Garanhir, troba la bossa, veu al nen i exclama «dyma dal iesin» ('aquest és un front radiant'; i l'anomena Taliesin), i comença a recitar la bella poesia. Elffin cria a Taliesin com el seu fill, i els dos s'involucren en diverses aventures. En presència de Maelgwn, rei de Gwynedd, Elffin afirma que la seva esposa és tan virtuosa com la dona del rei, i que Taliesin és millor bard que els del rei. Maelgwn tanca a Elffin i envia el seu fill Rhun per deshonrar la dona d'Elffin i robar-li l'anell com a prova. No obstant això, Taliesin substitueix la dona d'Elffin per una criada de cuina, i preserva així la reclamació d'Elffin. Després, Taliesin humilia els bards de Maelgwn amb la seva habilitat, i allibera el seu pare d'acollida.

### Contes artúrics

#### Culhwch i Olwen

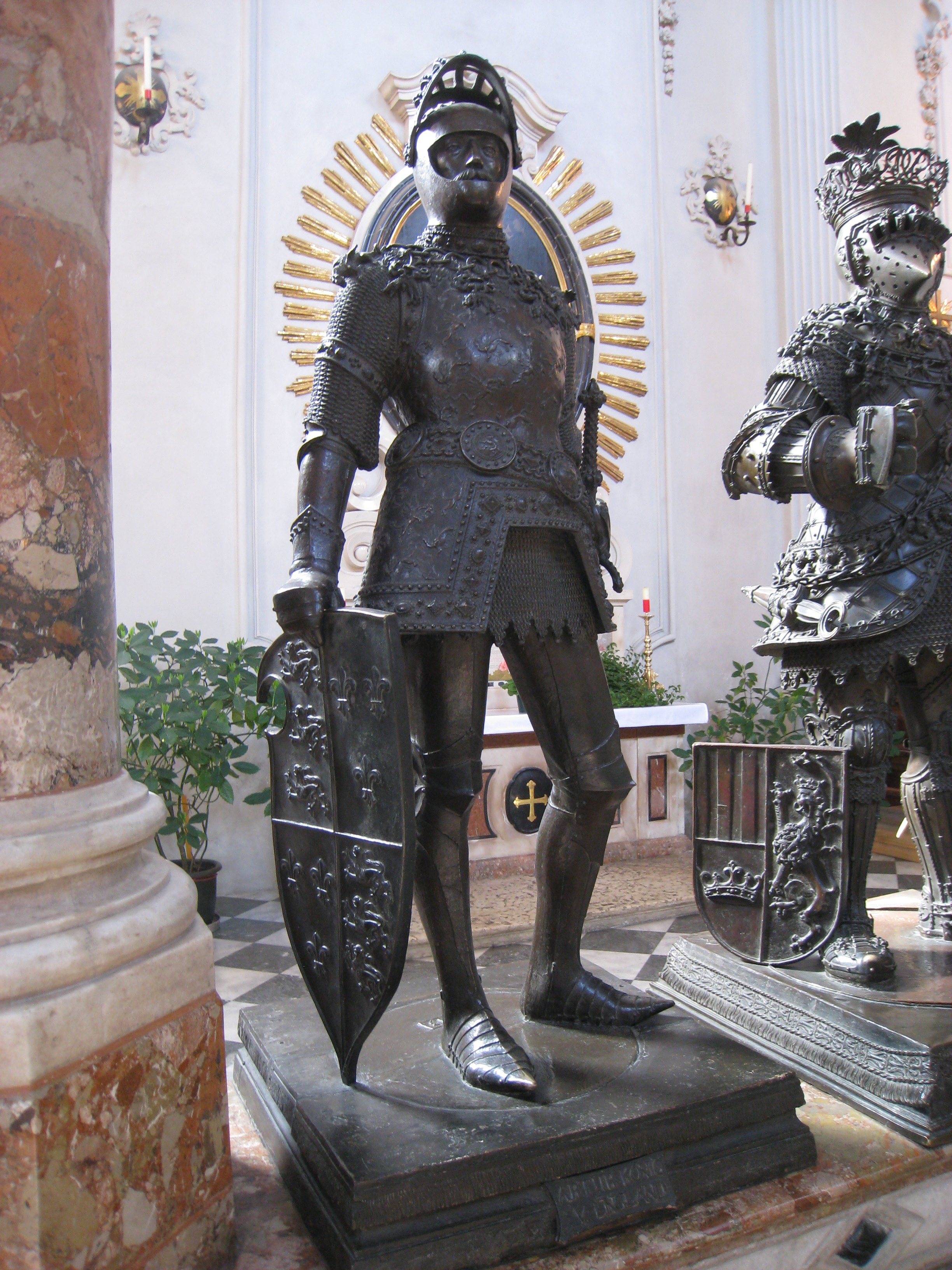
Estàtua del rei Artús a Innsbruck, dissenyada per Albrecht Dürer i esculpida per Peter Vischer (c. 1520)

La història de Culhwch i Olwen, que també apareix en la col·lecció del Mabinogion, és principalment un conte artúric, en què l'heroi Culhwch rep l'ajuda del seu cosí Artús per guanyar la mà d'Olwen (filla del gegant Ysbaddaden), i està plena de detalls de fons, amb gran part mitològica de la natura. Hi apareixen personatges com Amaethon (el captiu diví), Mabon ap Modron (el fill diví) i el psicopomp Gwyn ap Nudd, aquest últim en una batalla estacional sense fi amb Gwythyr ap Greidawl per la mà de Creiddylad.
Les condicions imposades per la seva mare per obtenir la mà de Culhwch són semblants a les de Lleu Llaw Gyffes per Arianrhod, i l'arribada de Culhwch a la cort d'Artús recorda l'arribada del déu irlandès Lug a la cort de Nuada Airgetlám en Cath Maige Tuired.

#### Owain, o La Dama de la Font
L'heroi d'Owain o La dama de la font es basa en la figura històrica d'Owain mab Urien. Apareix com Ywain (Ivany) en la tradició continental posterior.
El romanç consisteix en un heroi que es casa amb el seu amor, la Dama de la font, però la perd quan la descuida per les gestes cavalleresques. Amb l'ajuda d'un lleó, la salva d'una serp i troba un equilibri entre els seus deures socials i matrimonials, i torna amb la seva esposa.
La narrativa correspon al romanç Yvain, el cavaller del lleó, de Chrétien de Troyes.

#### Peredur, fill d'Efrawg
Com els altres romanços de Gal·les, els estudiosos debaten sobre la relació exacta del treball amb el poema de Chrétien. És possible que Peredur conservi part del material trobat a la font de Chrétien. La seqüència d'alguns esdeveniments s'altera en Peredur, i apareixen molts episodis originals, incloent-hi la celebració dels 14 anys de l'heroi a Constantinoble, on regna amb l'emperadriu, que conté restes d'un relat de sobirania. El sant Greal se substitueix per un cap tallat en un plat. Malgrat les diferències, no es pot descartar la influència del romanç francès, sobretot perquè la seva primera part gairebé no en coincideix amb la segona.
Com en Perceval, el pare de l'heroi mor quan és jove, i sa mare el porta al bosc i l'abandona. Finalment coneix un grup de cavallers i es determina per esdevenir com ells, per la qual cosa viatja a la cort del rei Artús. Allí és ridiculitzat per Cei i inicia noves aventures, prometent venjar els insults de Cei a si mateix i als que el van defensar. Mentre viatja, coneix dos dels seus oncles, el primer fa el paper de Gornemant de Perceval i l'educa en les armes, i l'adverteix que no es pregunti pel significat del que veu. El segon substitueix al rei Pescador de Chrétien, però en comptes de mostrar a Peredur el sant Greal, revela un salvador amb el cap tallat d'un home. El jove cavaller no pregunta sobre això i procedeix a una nova aventura, incloent-hi una estada amb les nou bruixes de Gloucester i la trobada amb la dona que anava a ser el seu veritable amor, Angharad Golden-Hand. Peredur torna a la cort d'Artús, però aviat s'embarca en una altra sèrie d'aventures que no corresponen al material de Perceval (les gestes de Gawain ocupen aquesta secció del treball francès). Finalment, l'heroi sap què significa el cap tallat a la cort del seu oncle, que pertanyia al seu cosí, que havia estat assassinat per les nou bruixes de Gloucester. Peredur venja la seva família, i és celebrat com a heroi.
La narrativa correspon al romanç Perceval o el conte del Graal, de Chrétien de Troyes.

#### Geraint, fill d'Erbin

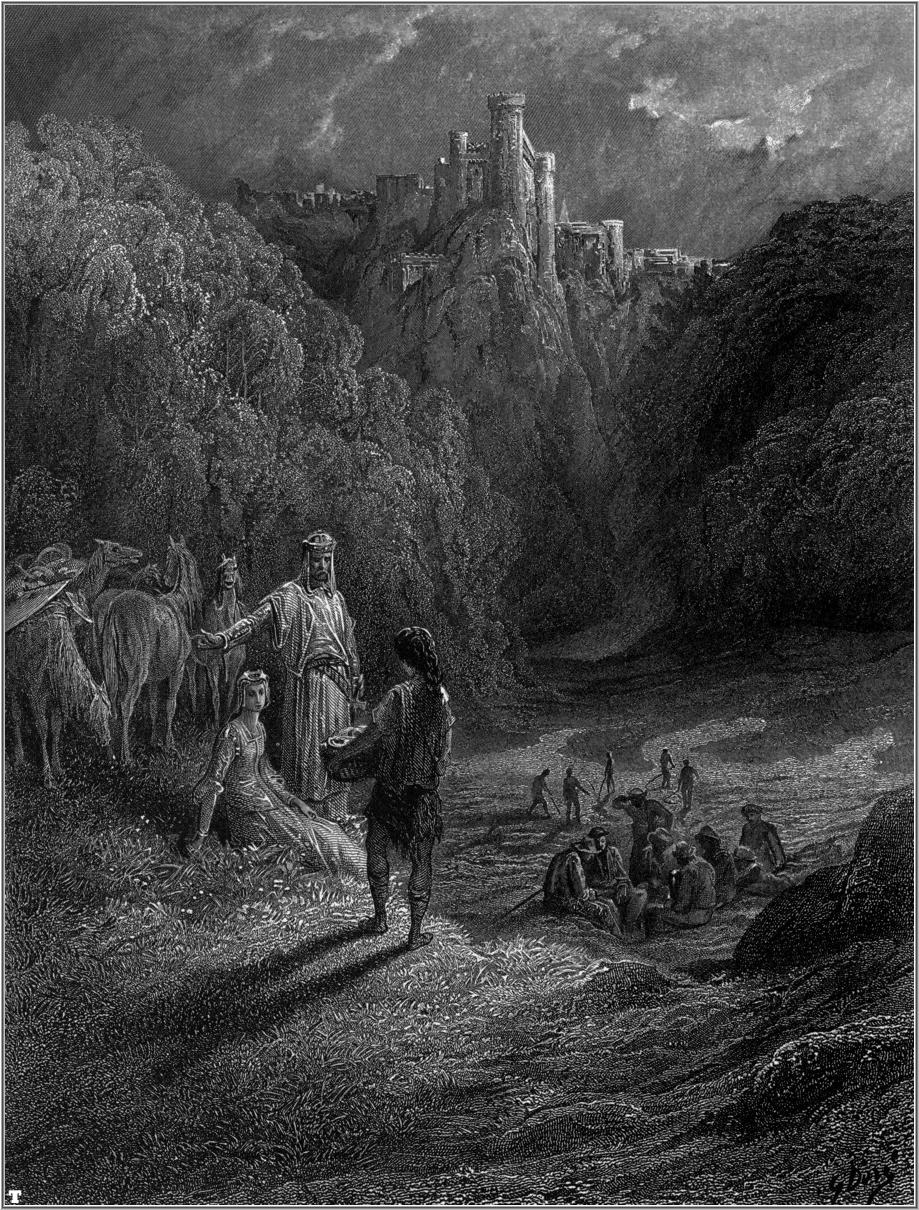
Representació dels llegendaris Geraint i Enid, en Idylls of the King

El romanç fa referència a l'amor de Geraint, un dels soldats del rei Artús, i la bella Enid. La parella es casa i s'estableixen junts, però els rumors diuen que Geraint s'ha fet tou. A causa d'això, Enid es queixa que ella no és una veritable esposa perquè no ha pogut mantenir al seu marit dins dels seus deures cavallerescs, però Geraint malinterpreta el seu comentari i creu que li ha estat infidel. Geraint obliga Enid a anar amb ell a un viatge llarg i perillós, i li demana que no parli amb ell. Enid ignora aquesta petició diverses vegades per advertir el seu marit de perills. Segueixen diverses aventures que demostren l'amor d'Enid i la capacitat de lluita de Geraint. Al final, la parella es reconcilia feliçment, i Geraint hereta el regne del seu pare.
Aquest relat correspon al romanç Erec i Enide, de Chrétien de Troyes, en què l'heroi és Erec.

#### Preiddeu Annwfn
Preiddeu Annwfn (El botí d'Annwfn) és un poema críptic de principis de l'edat mitjana de seixanta línies que es troba en el Llibre de Taliesin.
El text explica una expedició a l'"altre món", dirigida pel rei Artús, per recuperar un calderó màgic. L'orador relata com viatja el rei Artús junt amb tres embarcacions plenes de soldats cap a Annwfn, però només en tornen set. Annwfn apareix aparentment amb diversos noms, incloent «fortalesa del Monticle», «fortalesa de Quatre Pics» i «fortalesa de Vidre», tot i que és possible que el poeta descrigui llocs diferents. Dins de les muralles de la fortalesa del Monticle, Gweir, un dels «tres presoners exaltats de Bretanya» conegut en les Tríades gal·leses, és empresonat amb cadenes. El narrador descriu llavors el calderó del cap dels Annwn. En última instància, els mata a tots, però no s'explica clarament què passa amb set d'ells. El poema continua amb una excoriació d'«homes petits» i monjos, que manquen de diverses formes de coneixement posseïdes pel poeta.

## Personatges
Gal·les havia estat cristiana durant molts segles abans que fos escrita la seva antiga mitologia, i els seus déus foren transformats en reis i herois del passat. Molts dels personatges que exhibeixen trets divins es troben en dues famílies rivals, Plant Dôn (fills de Dôn) i Plant Llŷr (fills de Llyr).

### Els fills de Dôn
Dôn, filla de Mathonwy, era la matriarca d'una família. El seu marit mai es designa específicament.
|                    |                    |                    |                    |                    |                    |  |  |                   |                   |                   |                   |                   |                   |     |     |                    |                    |                    |                    |                    |                    |  |  |          |          |          |          | Mathonwy |          |  |  |          |          |                               |                               |                               |                               |                               |                               |                   |                   |                   |                   |                   |                   |  |  |                              |                              |                              |                              |                              |                              |  |  |                           |                           |                           |                           |                           |                           |  |  |  |  |  |  |  |  |  |  |  |  |  |  |  |  |  |  |  |  |  |  |  |  |  |  |
|                    |                    |                    |                    |                    |                    |  |  |                   |                   |                   |                   |                   |                   |     |     |                    |                    |                    |                    |                    |                    |  |  |          |          |          |          |          |          |  |  |          |          |                               |                               |                               |                               |                               |                               |                   |                   |                   |                   |                   |                   |  |  |                              |                              |                              |                              |                              |                              |  |  |                           |                           |                           |                           |                           |                           |  |  |  |  |  |  |  |  |  |  |  |  |  |  |  |  |  |  |  |  |  |  |  |  |  |  |
|                    |                    |                    |                    |                    |                    |  |  |                   |                   |                   |                   |                   |                   |     |     |                    |                    |                    |                    |                    |                    |  |  |          |          |          |          |          |          |  |  |          |          |                               |                               |                               |                               |                               |                               |                   |                   |                   |                   |                   |                   |  |  |                              |                              |                              |                              |                              |                              |  |  |                           |                           |                           |                           |                           |                           |  |  |  |  |  |  |  |  |  |  |  |  |  |  |  |  |  |  |  |  |  |  |  |  |  |  |
|                    |                    |                    |                    |                    |                    |  |  |                   |                   |                   |                   | Dôn               | Dôn               | Dôn | Dôn | Dôn                | Dôn                |                    |                    |                    |                    |  |  |          |          |          |          |          |          |  |  |          |          |                               |                               |                               |                               |                               |                               | Math fab Mathonwy | Math fab Mathonwy | Math fab Mathonwy | Math fab Mathonwy | Math fab Mathonwy | Math fab Mathonwy |  |  | Goewin                       | Goewin                       | Goewin                       | Goewin                       | Goewin                       | Goewin                       |  |  |                           |                           |                           |                           |                           |                           |  |  |  |  |  |  |  |  |  |  |  |  |  |  |  |  |  |  |  |  |  |  |  |  |  |  |
|                    |                    |                    |                    |                    |                    |  |  |                   |                   |                   |                   | Dôn               | Dôn               | Dôn | Dôn | Dôn                | Dôn                |                    |                    |                    |                    |  |  |          |          |          |          |          |          |  |  |          |          |                               |                               |                               |                               |                               |                               | Math fab Mathonwy | Math fab Mathonwy | Math fab Mathonwy | Math fab Mathonwy | Math fab Mathonwy | Math fab Mathonwy |  |  | Goewin                       | Goewin                       | Goewin                       | Goewin                       | Goewin                       | Goewin                       |  |  |                           |                           |                           |                           |                           |                           |  |  |  |  |  |  |  |  |  |  |  |  |  |  |  |  |  |  |  |  |  |  |  |  |  |  |
|                    |                    |                    |                    |                    |                    |  |  |                   |                   |                   |                   |                   |                   |     |     |                    |                    |                    |                    |                    |                    |  |  |          |          |          |          |          |          |  |  |          |          |                               |                               |                               |                               |                               |                               |                   |                   |                   |                   |                   |                   |  |  |                              |                              |                              |                              |                              |                              |  |  |                           |                           |                           |                           |                           |                           |  |  |  |  |  |  |  |  |  |  |  |  |  |  |  |  |  |  |  |  |  |  |  |  |  |  |
|                    |                    |                    |                    |                    |                    |  |  |                   |                   |                   |                   |                   |                   |     |     |                    |                    |                    |                    |                    |                    |  |  |          |          |          |          |          |          |  |  |          |          |                               |                               |                               |                               |                               |                               |                   |                   |                   |                   |                   |                   |  |  |                              |                              |                              |                              |                              |                              |  |  |                           |                           |                           |                           |                           |                           |  |  |  |  |  |  |  |  |  |  |  |  |  |  |  |  |  |  |  |  |  |  |  |  |  |  |
| Gwydion            | Gwydion            | Gwydion            | Gwydion            | Gwydion            | Gwydion            |  |  | Eufydd fab Dôn    | Eufydd fab Dôn    | Eufydd fab Dôn    | Eufydd fab Dôn    | Eufydd fab Dôn    | Eufydd fab Dôn    |     |     | Gilfaethwy         | Gilfaethwy         | Gilfaethwy         | Gilfaethwy         | Gilfaethwy         | Gilfaethwy         |  |  | Amaethon | Amaethon | Amaethon | Amaethon | Amaethon | Amaethon |  |  | Gofannon | Gofannon | Gofannon                      | Gofannon                      | Gofannon                      | Gofannon                      |                               |                               | Arianrhod         | Arianrhod         | Arianrhod         | Arianrhod         | Arianrhod         | Arianrhod         |  |  |                              |                              |                              |                              |                              |                              |  |  |                           |                           |                           |                           |                           |                           |  |  |  |  |  |  |  |  |  |  |  |  |  |  |  |  |  |  |  |  |  |  |  |  |  |  |
| Gwydion            | Gwydion            | Gwydion            | Gwydion            | Gwydion            | Gwydion            |  |  | Eufydd fab Dôn    | Eufydd fab Dôn    | Eufydd fab Dôn    | Eufydd fab Dôn    | Eufydd fab Dôn    | Eufydd fab Dôn    |     |     | Gilfaethwy         | Gilfaethwy         | Gilfaethwy         | Gilfaethwy         | Gilfaethwy         | Gilfaethwy         |  |  | Amaethon | Amaethon | Amaethon | Amaethon | Amaethon | Amaethon |  |  | Gofannon | Gofannon | Gofannon                      | Gofannon                      | Gofannon                      | Gofannon                      |                               |                               | Arianrhod         | Arianrhod         | Arianrhod         | Arianrhod         | Arianrhod         | Arianrhod         |  |  |                              |                              |                              |                              |                              |                              |  |  |                           |                           |                           |                           |                           |                           |  |  |  |  |  |  |  |  |  |  |  |  |  |  |  |  |  |  |  |  |  |  |  |  |  |  |
|                    |                    |                    |                    |                    |                    |  |  |                   |                   |                   |                   |                   |                   |     |     |                    |                    |                    |                    |                    |                    |  |  |          |          |          |          |          |          |  |  |          |          |                               |                               |                               |                               |                               |                               |                   |                   |                   |                   |                   |                   |  |  |                              |                              |                              |                              |                              |                              |  |  |                           |                           |                           |                           |                           |                           |  |  |  |  |  |  |  |  |  |  |  |  |  |  |  |  |  |  |  |  |  |  |  |  |  |  |
|                    |                    |                    |                    |                    |                    |  |  |                   |                   |                   |                   |                   |                   |     |     |                    |                    |                    |                    |                    |                    |  |  |          |          |          |          |          |          |  |  |          |          |                               |                               |                               |                               |                               |                               |                   |                   |                   |                   |                   |                   |  |  |                              |                              |                              |                              |                              |                              |  |  |                           |                           |                           |                           |                           |                           |  |  |  |  |  |  |  |  |  |  |  |  |  |  |  |  |  |  |  |  |  |  |  |  |  |  |
|                    |                    |                    |                    |                    |                    |  |  |                   |                   |                   |                   |                   |                   |     |     |                    |                    |                    |                    |                    |                    |  |  |          |          |          |          |          |          |  |  |          |          |                               |                               |                               |                               |                               |                               |                   |                   |                   |                   |                   |                   |  |  |                              |                              |                              |                              |                              |                              |  |  |                           |                           |                           |                           |                           |                           |  |  |  |  |  |  |  |  |  |  |  |  |  |  |  |  |  |  |  |  |  |  |  |  |  |  |
| Hyddwn «cervatell» | Hyddwn «cervatell» | Hyddwn «cervatell» | Hyddwn «cervatell» | Hyddwn «cervatell» | Hyddwn «cervatell» |  |  | Hychtwn «porquet» | Hychtwn «porquet» | Hychtwn «porquet» | Hychtwn «porquet» | Hychtwn «porquet» | Hychtwn «porquet» |     |     | Bleiddwn «llobató» | Bleiddwn «llobató» | Bleiddwn «llobató» | Bleiddwn «llobató» | Bleiddwn «llobató» | Bleiddwn «llobató» |  |  |          |          |          |          |          |          |  |  |          |          | Dylan ail Don «fill de l'ona» | Dylan ail Don «fill de l'ona» | Dylan ail Don «fill de l'ona» | Dylan ail Don «fill de l'ona» | Dylan ail Don «fill de l'ona» | Dylan ail Don «fill de l'ona» |                   |                   |                   |                   |                   |                   |  |  | Lleu Llaw Gyffes «mà ràpida» | Lleu Llaw Gyffes «mà ràpida» | Lleu Llaw Gyffes «mà ràpida» | Lleu Llaw Gyffes «mà ràpida» | Lleu Llaw Gyffes «mà ràpida» | Lleu Llaw Gyffes «mà ràpida» |  |  | Blodeuwedd «cara de flor» | Blodeuwedd «cara de flor» | Blodeuwedd «cara de flor» | Blodeuwedd «cara de flor» | Blodeuwedd «cara de flor» | Blodeuwedd «cara de flor» |  |  |  |  |  |  |  |  |  |  |  |  |  |  |  |  |  |  |  |  |  |  |  |  |  |  |
| Hyddwn «cervatell» | Hyddwn «cervatell» | Hyddwn «cervatell» | Hyddwn «cervatell» | Hyddwn «cervatell» | Hyddwn «cervatell» |  |  | Hychtwn «porquet» | Hychtwn «porquet» | Hychtwn «porquet» | Hychtwn «porquet» | Hychtwn «porquet» | Hychtwn «porquet» |     |     | Bleiddwn «llobató» | Bleiddwn «llobató» | Bleiddwn «llobató» | Bleiddwn «llobató» | Bleiddwn «llobató» | Bleiddwn «llobató» |  |  |          |          |          |          |          |          |  |  |          |          | Dylan ail Don «fill de l'ona» | Dylan ail Don «fill de l'ona» | Dylan ail Don «fill de l'ona» | Dylan ail Don «fill de l'ona» | Dylan ail Don «fill de l'ona» | Dylan ail Don «fill de l'ona» |                   |                   |                   |                   |                   |                   |  |  | Lleu Llaw Gyffes «mà ràpida» | Lleu Llaw Gyffes «mà ràpida» | Lleu Llaw Gyffes «mà ràpida» | Lleu Llaw Gyffes «mà ràpida» | Lleu Llaw Gyffes «mà ràpida» | Lleu Llaw Gyffes «mà ràpida» |  |  | Blodeuwedd «cara de flor» | Blodeuwedd «cara de flor» | Blodeuwedd «cara de flor» | Blodeuwedd «cara de flor» | Blodeuwedd «cara de flor» | Blodeuwedd «cara de flor» |  |  |  |  |  |  |  |  |  |  |  |  |  |  |  |  |  |  |  |  |  |  |  |  |  |  |

- Gwydion: un mag especialitzat i guerrer. Apareix de manera més destacada en la quata branca del Mabinogi, així com en les Tríades gal·leses, l'Englynion i Beddau i diversos poemes del Llibre de Taliesin.
- Eufydd fab Dôn: un personatge molt poc conegut; probablement un reflex del déu gal Ogmios. Apareix en dos poemes del Llibre de Taliesin.
- Gilfaethwy: apareix en Math fab Mathonwy, així com en diversos contes artúrics francesos amb el nom de Griflet filz Do.
- Amaethon: presumptament una deïtat agrícola, esmentada en Culhwch i Olwen i més prominent en Cad Goddeu, en què és el catalitzador d'una guerra entre Gwynedd i Annwn.
- Gofannon: un ferrer considerat, com l'irlandès Goibniu, un reflex de la deïtat gal·loromana Gobannus. És citat en Culhwch i Olwen i Math fab Mathonwy; en aquest últim, és responsable de la mort del seu nebot, Dylan.
- Arianrhod: és l'antagonista principal de Gwydion i mare de Lleu Llaw Gyffes. Segons les Tríades gal·leses, el seu pare era Beli Mawr.

Altres figures associades als fills de Dôn inclouen:
- Math fab Mathonwy: germà de Dôn, un mag hàbil i rei de Gwynedd. Apareix de manera prominent en la quarta branca del Mabinogi, així com en les Tríades gal·leses i algunes vegades en la poesia medieval gal·lesa.
- Dylan ail Don: fill primogènit d'Arianrhod, que «va assumir la natura del mar» i «nedava com el millor peix que hi havia dins». És assassinat pel seu oncle Gofannon. Apareix en Math Fab Mathonwy i en la Cançó de la mort de Dylan, dins del Llibre de Taliesin.
- Lleu Llaw Gyffes: segon fill d'Arianrhod i germà bessó de Dylan. Apareix prominentment en la quarta branca del Mabinogi, que descriu el seu naixement, matrimoni, mort, resurrecció i ascensió al tron de Gwynedd, i també s'esmenta en les Tríades gal·leses i en diversos poemes medievals. És un reflex de la deïtat gal·la Lugus, relacionat amb el déu irlandès Lugh Lámhfhada.
- Blodeuwedd: una bella dona creada amb flors per Math fab Mathonwy i Gwydion per ser l'esposa de Lleu Llaw Gyffes, al qui va trair amb l'ajut del seu amant, Gronw Pebr. Gwydion la converteix en mussol pels seus crims. Apareix en Math fab Mathonwy.
- Gronw Pebr: senyor del cantref de Penllyn, que trama amb Blodeuwedd la mort de Lleu Llaw Gyffes. Apareix en Math fab Mathonwy.

### Els fills de Llŷr
Llyr, el patriarca de l'altra família, és possiblement un préstec del déu irlandès del mar, Ler. El seu origen estranger és suggerit per l'epítet Llediaith (mig parlador). La seva dona era Penarddun; segons el Mabinogion, ella era la mare dels seus tres fills, a més d'altres dos fills tinguts amb Euroswydd.
|                |                |                |                |                |                |  |  |           |           |           |           |           |           |  |  |          |          |          |          |          |          |      |      |       |       |       |       |       |       |  |  |         |         |         |         | Beli mab Mynogan |           |           |           |           |           |           |           |           |           |  |  |        |        |        |        |           |           |           |           |           |           |          |          |          |          |          |          |
|                |                |                |                |                |                |  |  |           |           |           |           |           |           |  |  |          |          |          |          |          |          |      |      |       |       |       |       |       |       |  |  |         |         |         |         |                  |           |           |           |           |           |           |           |           |           |  |  |        |        |        |        |           |           |           |           |           |           |          |          |          |          |          |          |
|                |                |                |                |                |                |  |  |           |           |           |           |           |           |  |  |          |          |          |          | Llŷr     | Llŷr     | Llŷr | Llŷr | Llŷr  | Llŷr  |       |       |       |       |  |  |         |         |         |         | Penarddun        | Penarddun | Penarddun | Penarddun | Penarddun | Penarddun |           |           |           |           |  |  |        |        |        |        | Euroswydd | Euroswydd | Euroswydd | Euroswydd | Euroswydd | Euroswydd |          |          |          |          |          |          |
|                |                |                |                |                |                |  |  |           |           |           |           |           |           |  |  |          |          |          |          | Llŷr     | Llŷr     | Llŷr | Llŷr | Llŷr  | Llŷr  |       |       |       |       |  |  |         |         |         |         | Penarddun        | Penarddun | Penarddun | Penarddun | Penarddun | Penarddun |           |           |           |           |  |  |        |        |        |        | Euroswydd | Euroswydd | Euroswydd | Euroswydd | Euroswydd | Euroswydd |          |          |          |          |          |          |
|                |                |                |                |                |                |  |  |           |           |           |           |           |           |  |  |          |          |          |          |          |          |      |      |       |       |       |       |       |       |  |  |         |         |         |         |                  |           |           |           |           |           |           |           |           |           |  |  |        |        |        |        |           |           |           |           |           |           |          |          |          |          |          |          |
|                |                |                |                |                |                |  |  |           |           |           |           |           |           |  |  |          |          |          |          |          |          |      |      |       |       |       |       |       |       |  |  |         |         |         |         |                  |           |           |           |           |           |           |           |           |           |  |  |        |        |        |        |           |           |           |           |           |           |          |          |          |          |          |          |
| Brân el beneït | Brân el beneït | Brân el beneït | Brân el beneït | Brân el beneït | Brân el beneït |  |  | Manawydan | Manawydan | Manawydan | Manawydan | Manawydan | Manawydan |  |  | Rhiannon | Rhiannon | Rhiannon | Rhiannon | Rhiannon | Rhiannon |      |      | Pwyll | Pwyll | Pwyll | Pwyll | Pwyll | Pwyll |  |  | Branwen | Branwen | Branwen | Branwen | Branwen          | Branwen   |           |           | Matholwch | Matholwch | Matholwch | Matholwch | Matholwch | Matholwch |  |  | Nisien | Nisien | Nisien | Nisien | Nisien    | Nisien    |           |           |           |           | Efnysien | Efnysien | Efnysien | Efnysien | Efnysien | Efnysien |
| Brân el beneït | Brân el beneït | Brân el beneït | Brân el beneït | Brân el beneït | Brân el beneït |  |  | Manawydan | Manawydan | Manawydan | Manawydan | Manawydan | Manawydan |  |  | Rhiannon | Rhiannon | Rhiannon | Rhiannon | Rhiannon | Rhiannon |      |      | Pwyll | Pwyll | Pwyll | Pwyll | Pwyll | Pwyll |  |  | Branwen | Branwen | Branwen | Branwen | Branwen          | Branwen   |           |           | Matholwch | Matholwch | Matholwch | Matholwch | Matholwch | Matholwch |  |  | Nisien | Nisien | Nisien | Nisien | Nisien    | Nisien    |           |           |           |           | Efnysien | Efnysien | Efnysien | Efnysien | Efnysien | Efnysien |

El Mabinogion l'anomena «la filla de Beli Mawr» (Beli, el Gran). Els fills de Penarddun i Llŷr son:

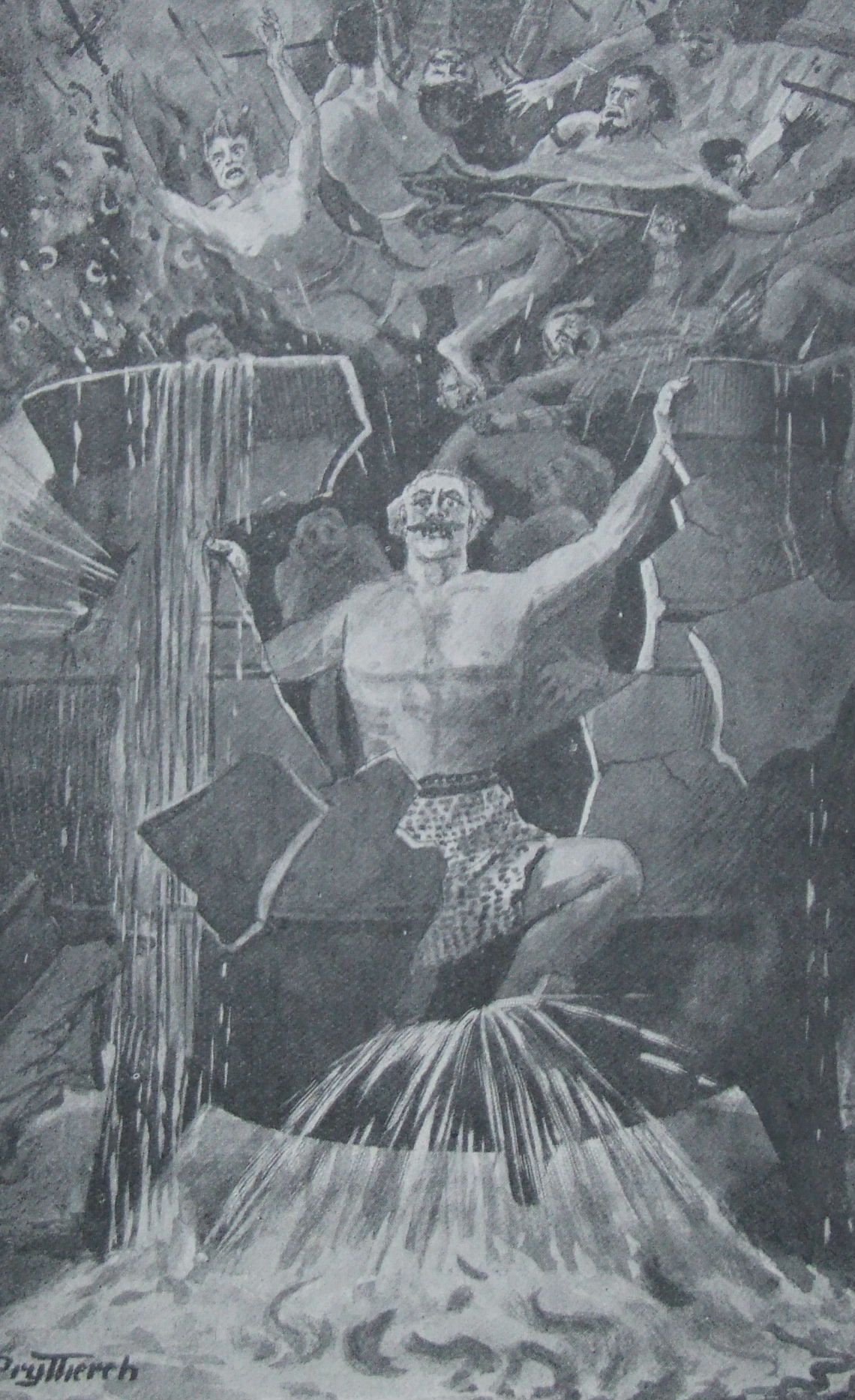
Efnysien se sacrifica per destruir el calder del renaixement

- Brân el Beneit: apareix sovint en Branwen ferch Llyr, en què és un gegant i rei de Gran Bretanya. En el text, envaeix Irlanda per ajudar a la seva germana, que ha patit abusos del rei irlandès Matholwch. És assassinat en la batalla per una llança enverinada al peu. El seu cap va ser enterrat a Londres, i fou custodiat a la Gran Bretanya de la invasió estrangera fins que el rei Artús el desenterrà un temps després. També apareix sovint en la poesia medieval gal·lesa, així com en les Tríades gal·leses i en el Cad Goddeu. John T. Koch ha suggerit una sèrie de paral·lelismes entre Brân i l'històric capità gal Brennus, que va envair els Balcans al segle iii aC
  - El seu fill Caradog defensà la Gran Bretanya en absència del seu pare. És assassinat quan el seu oncle Caswallawn s'apodera de la corona de son pare.
- Manawydan: germà menor de Brân, que lluita al seu costat a Irlanda. És un dels set que en sobreviuen a la batalla final, i torna a viure a Dyfed amb Pryderi, un dels supervivents. Es nega a fer la seva reclamació sobre el tron britànic que ha estat usurpat per Caswallawn. Es casa amb Rhiannon en la tercera branca i salva Dyfed de l'encant del bruixot maligne Llwyd ap Cil Coed. Està àmpliament considerat com el cognat del déu del mar irlandès Manannan Mac Lir.
- Branwen: l'única filla de Llŷr. El seu abús a mans del seu marit, Matholwch, és el catalitzador d'una guerra catastròfica entre Gran Bretanya i Irlanda, que eventualment condueix a la mort de tres dels seus germans, el seu fill i el seu marit. Ella mor de pena després de tornar a Gran Bretanya.
  - El seu fill fill Gwern, de Matholwch, que és assassinat pel seu oncle Efnysien.

Altres figures associades als fills de Llŷr són:
- Euroswydd: pare de dos altres fills de Pendarddun.
  - Els seus fills, Efnysien i Nisien, despietats i sàdics, en gran manera responsables de la guerra mútuament destructiva contra els irlandesos; tots dos són assassinats en la batalla final, Efnysien es va sacrificar per destruir el pair dadeni (calderó del renaixement), que garantia la victòria irlandesa.
- Matholwch: rei d'Irlanda, que es casa amb Branwen, per la qual cosa forja una aliança entre el seu poble i Brân el Beneit. El maltractament a la seva esposa duu a la invasió britànica i a la possible destrucció d'ambdues nacions. La seva mort mai es descriu en la narrativa, sinó que hi és implícita.

### ElRegne de Dyfed
- Pwyll: rei de Dyfed i heroi epònim de la primera branca del Mabinogi. Conviu durant un any amb Arawn, rei d'Annwn (l'"altre món" gal·lès), i guanya la seva amistat tota la vida, i després aconsegueix guanyar la mà de Rhiannon a costa de Gwawl, que hi estava compromès.
- Rhiannon: de vegades associada a Epona, la dea dels cavalls. Ronald Hutton afirma que un cavall és l'únic que tenen en comú. Després de la mort de Pwyll al final de la primera branca, es casa amb Manawydan, el legítim hereu del tron.
- Pryderi: fill de Pwyll i Rhiannon, i rei de Dyfed després de la mort del seu pare. És l'únic personatge que apareix en totes les branques del Mabinogi, tot i que amb diversos graus de protagonisme. Va lluitar contra Brân a Irlanda en la segona branca; és empresonat pel mag Llwyd ap Cil Coed, i posteriorment rescatat pel seu padrastre Manawydan en la tercera branca; és assassinat en combat individual contra Gwydion en la quarta branca. Sovint s'assembla al fill diví Mabon ap Modron.
- Cigfa: esposa de Pryderi.
- Teyrnon: senyor de Gwent al servei de Pwyll. Ell troba l'infant Pryderi i l'acull com a propi; el torna a la cort de Dementian quan és major d'edat. S'esmenta breument en Culhwch ac Olwen.

### La família de Beli Mawr
Beli Mawr (Beli el Gran) és una figura ancestral esmentada en diverses fonts. Tot i que és un personatge fosc, alguns dels molts descendents que se li atribueixen figuren fortament en la tradició gal·lesa. Les obres derivades de la Historia Regum Britanniae de Geoffrey de Monmouth l'anomenen rei de Bretanya. La segona branca del Mabinogi anomena a Beli «pare de Penarddun», tot i que pot ser una confusió amb el seu germà. Els fills més destacats de Beli són:
- Arianrhod: en general, es diu que era filla de Dôn, però la Tríada 35 diu que Beli era son pare. Encara que cap altra font uneix Arianrhod o la seva família amb la de Beli, Rachel Bromwich explica que la Tríada no contradiu necessàriament la tradició del Mabinogion.[5]
- Caswallawn fab Beli: en la segona branca del Mabinogi, s'apodera del tron de Caradog ap Bran durant les campanyes de Brân a Irlanda. Apareix breument en la tercera branca quan Manawydan, el reclamant legítim, li ret homenatge. Sembla haver-hi una gran tradició envoltant Caswallawn, que involucra les seves guerres contra Juli Cèsar i Roma, el seu amor per la donzella Fflur, i la seva eventual sortida de la Gran Bretanya amb 21.000 soldats, que mai es tornarien a veure. Caswallawn deriva de l'històric rei britànic Cassivellaunus, que va liderar una aliança de tribus contra Cèsar a mitjans del segle i.
- Lludd Llaw Eraint i Llefelys: reis de Bretanya i Gàl·lia, respectivament. En les descripcions de Geoffrey de Monmouth i la història de Lludd i Llefelys, Lludd és rei de Bretanya després de Caswallawn, i és responsable de reconstruir Londres i alliberar el regne de tres plagues que afligeixen la terra amb l'ajuda del seu germà. Tingué probablement influència de Lud, fill d'Heli, un rei britànic que apareix en els escrits de Geoffrey de Monmouth. També se li coneix sota el nom de Nudd Llaw Ereint i és un reflex del déu celta Nodens. Com Nudd, és el pare de diverses personalitats destacades de la mitologia gal·lesa, com:
  - Gwyn ap Nudd: governant d'Annwfn (el «més enllà» gal·lès), i posteriorment cristianitzat com el «rei de les fades», el tylwyth teg. Dirigeix els gossos de l'infern (els Cwn Annwn) en la cacera infernal, i està íntimament associat a la torre de Glastonbury. Apareix com a membre de la cort del rei Artús en Culhwch i Olwen, en què guanya la guerra contra Gwythyr ap Greidawl gràcies a la seva germana Creiddylad. Participa en la cacera del Twrch Trwyth, i acompanya el rei Artús a recuperar la sang d'Orddu, la bruixa de les terres altes de l'infern. Apareix diverses vegades en la poesia de Dafydd ap Gwilym i també s'esmenta en el Llibre negre de Carmarthen.
  - Edern ap Nudd: membre del seguici del rei Artús. És derrotat per Geraint en Geraint ac Enid, i comandava un exèrcit danès en la batalla de Mont Badon contra els anglosaxons en El somni de Rhonabwy. També és part del tribunal d'Artús en Culhwch ac Olwen.
  - Creiddylad: promesa amb Gwythyr ap Greidawl, és segrestada pel seu germà Gwyn, i comença així una guerra entre els dos de què Gwyn surt victoriós. Artús resol la disputa establint un duel per la seva mà cada Calan Mai (calenda de maig) fins a la fi dels temps.
  - Owain ap Nudd: membre de la cort del rei Artús, esmentat de manera fugaç en Geraint ac Enid.

### Altres personatges
- Arawn
- Ceridwen
- Mabon ap Modron
- Modron
- Taliesin
- Tegid Foel

#### Personatges artúrics
- Ambrosius (Ambrosius Aurelianus)
- Arthur (Rei Artús)
- Bedwyr (Bedivere)
- Cai (Sir Kay)
- Cadwr (Cador)
- Caradoc
- Culhwch
- Drystan (Tristany)
- Essyllt (Isolda)
- Geraint
- Gwalchmai (Gawain)
- Gwalchavad (Galahad)
- Gwenhwyfach
- Gwrtheyrn (Vortigern)
- Gwenhwyfar (Ginebra)
- Macsen Wledig (Magne Màxim)
- Medrawd
- Myrddin Emrys i Myrddin Wyllt (Merlí)
- Olwen
- Owain mab Urien (Ywain)
- Peredur (Perceval)
- Urien
- Uther Pendragon

## El rei Artús
Mentre que la literatura artúrica es va convertir en un fenomen generalment europeu, els gal·lesos podien reclamar les primeres aparicions d'Artús. Abans que Artús es convertís en una figura internacional, els escrits i relats orals relatius a ell eren més o menys restringits a les nacions britanes de Gal·les, Cornualla i Bretanya. Aquests contes al seu torn es divideixen en textos pre-Galfridians i els textos de Geoffrey de Monmouth. Gal·les també contribuí a l'Artús de la tradició de la novel·la cavalleresca després que l'hereu titular esdevingués una sensació internacional.

### Textos pre-Galfridians
- Y Gododdin inclou una breu referència d'una descripció d'un guerrer: «ell no era Artús»
- Diversos poemes de Taliesin: Kadeir Teyrnon (La cadira del príncep), que es refereix a «Artús el beneït»; Preiddeu Annwn (Els botins de l'Annwn), que relata una expedició d'Artús a l'"altre món"; i Marwnat vthyr pen[dragon (Elegia d'Uther Pen[dragon]), que es refereix al valor d'Artús i suggereix una relació pare-fill entre Artús i Uther, que prediu Geoffrey de Monmouth.
- Del Llibre negre de Carmarthen: Pa gur yv y porthaur? (Qui és el guardià de la porta?) pren la forma d'un diàleg entre Artús i el guardià d'una fortalesa en què vol entrar, s'hi narra els noms i fets d'Artús i el seu seguici, especialment Cei i Bedwyr.
- El conte de prosa gal·lesa Culhwch i Olwen (c. 1100), inclòs en la moderna col·lecció del Mabinogion.
- Artús apareix nombroses ocasions en les Tríades gal·leses, una col·lecció de resums de la tradició gal·lesa; la cort d'Artús ha començat a encarnar la llegendària Bretanya en el seu conjunt, amb «la cort d'Artús» de vegades substituït per «l'illa de Bretanya» en la fórmula «tres XXX de l'illa de Bretanya».
- Historia Brittonum: el capítol 56 parla de dotze batalles que guanyà Artús, aquí anomenat dux bellorum (senyor de la guerra) en lloc de rei.
- Annales Cambriae: conté inscripcions sobre Artús, Medraut (Mordred) i Myrddin (Merlí): 
  - Any 72 (c. 516): la batalla de Badon, en què Artús va portar la creu de Jesucrist a les espatlles durant tres dies i tres nits i els britans van ser-ne vencedors;
  - Any 93 (c. 537): la Franja de Camlann, on van caure Artús i Medraut [i van morir a Gran Bretanya i a Irlanda]. Text entre claudàtors no en MSS. B o C;
  - Any 129 (c. 573). la batalla d'Arfderydd (Armterid, A; Erderit, B; Arderit, C) [entre els fills d'Elifer i Guendoleu, fill de Keidau; en què va caure la batalla de Guendoleu; i Merlinus (Merlí) es va tornar boig.] Text entre claudàtors només es troba a MS. B.
- Diverses vides dels sants: Artús protagonitza una sèrie de vitae (vides) ben conegudes dels sants postromans:
  - Vida de sant Gildas, escrita a principis del segle xii per Caradoc de Llancarfan;
  - Vida de sant Cadoc, escrita al voltant del 1100 o una mica abans per Lifris de Llancarfan;
  - Biografies medievals de Carannog, Padarn i Eufflam, probablement escrites al voltant del segle xii;
  - Un relat menys evidentment llegendari d'Artús apareix en la llegenda Sancti Goeznovii, que sovint es diu que data de principis del segle xi;
  - De Gestis Regum Anglorum, de William De Malmesbury, i De Miraculis Sanctae Mariae Laudensis, de Herman, que junts proporcionen la primera evidència certa de la creença que Artús no estava realment mort i tornaria en algun moment.

### Geoffrey de Monmouth

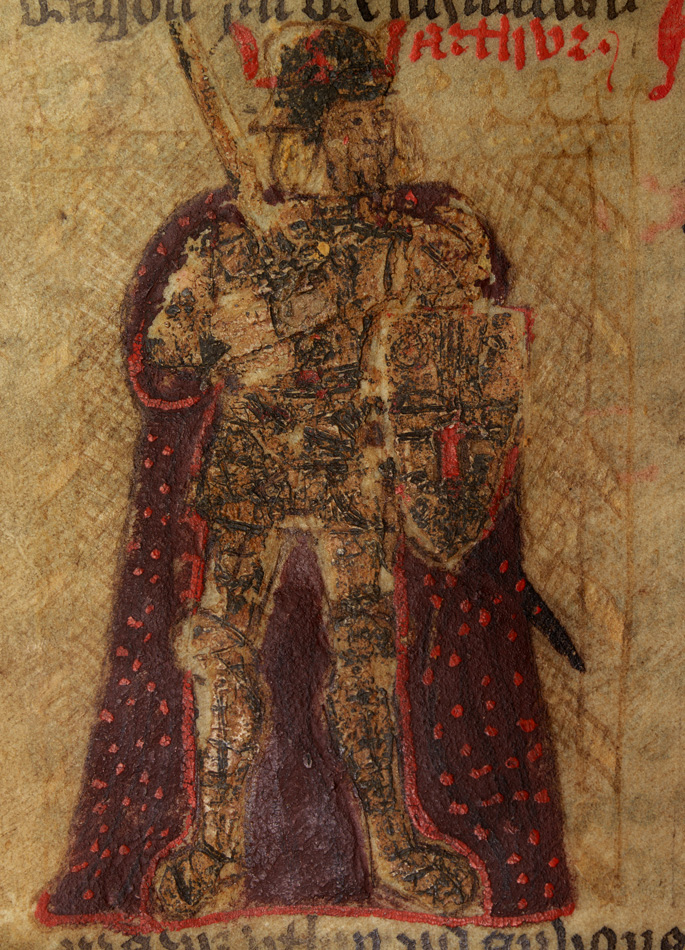
El rei Artús. Historia Regum Britanniae (f.75.v)

- Prophetiae Merlini (Les profecies de Merlí): Geoffrey hi presenta una sèrie de relats apocalíptics com la història de l'antic Merlí que, fins que va sortir el llibre de Geoffrey, era conegut com a Myrddin. La primera història sobre aquest llegendari profeta en una llengua diferent del gal·lès, va ser àmpliament llegit i cregut, com passà segles més tard amb les profecies de Nostradamus; John Jay Parry i Robert Caldwell assenyalen que les Prophetiae Merlini «van ser preses molt seriosament, fins i tot pels aprenents i savis mundans, en moltes nacions», i enumera exemples d'aquesta credulitat fins al 1445.
- Historia Regum Britanniae (Història dels reis de Bretanya): Després que els romans marxessin, Vortigern arriba al poder i convida els saxons, dirigits per Hengist i Hors, a lluitar per ell com a mercenaris, però s'alcen contra ell, i la Gran Bretanya roman en estat de guerra sota Aureli Ambrosi i el seu germà Uther Pendragó, assistit pel mag Merlí. El fill d'Uther, Artús, derrota els saxons amb tanta severitat que deixen de ser una amenaça fins després de la seva mort. Mentrestant, Artús conquesta la major part del nord d'Europa i comença un període de pau i prosperitat que dura fins que l'emperador romà Lucius Tiberius exigeix que la Gran Bretanya torni a retre homenatge a Roma. Artús derrota a Lucius a la Gàl·lia, però el seu nebot, Mordred, s'apodera del tron en la seva absència. Artús torna i mata a Mordred, però, mortalment ferit, és portat a l'illa d'Avalon, i dona el regne al seu cosí Constantí. Amb Arthur desaparegut, els saxons tornen, i s'hi fan cada vegada més poderosos. La línia de reis britànics continua fins a la mort de Cadwallader, després de la qual els saxons es converteixen en els governants de Gran Bretanya (vegeu també invasió anglosaxona de la Gran Bretanya).
- Vita Merlini (La vida de Merlí): aquesta obra és, en part, el repàs de Geoffrey del llegendari Myrddin anterior a la tradició gal·lesa, però també inclou molt de material d'altres fonts i elements de la tradició de les vides de sants, així com el tipus de coneixement enciclopèdic del món natural i del cel que estava llavors de moda a Oxford. L'obra, l'únic poema conegut de Geoffrey, fou escrit en vers llatí (hexàmetres).

### Romanç artúric gal·lès
Cadascun d'aquests contes es troba dins la moderna col·lecció del Mabinogion, i probablement es basen en els romanços de Chrétien de Troyes (encara que és possible que tinguessin una font celta comuna):
- Owain o La dama de la Font
- Peredur, fill d'Efrawg
- Geraint, fill d'Erbin

## Folklore

### Criatures mítiques
| Nom             | Descripció |
| --------------- | --- |
| Adar Llwch Gwin | Ocells gegants que entenen les llengües humanes. |
| Afanc           | Monstre del llac (el llac exacte varia segons la història). |
| Bendith y Mamau | Un altre terme per a Tylwyth Tegl (fades), traduït com 'Bendicions de les mares' (Dea mare). |
| Bwbach          | Esperit domèstic similar a un brownie o hobgoblin, treballador però entremaliat (en plural, bwbachod). Són bons i demanen només un bol de nata pels seus serveis. Tenen aversió als clergues i als abstemis, que els fan bromes incòmodes. |
| Bwca            | Brownie que realitza tasques domèstiques a canvi de pa i llet, però si és ressentit pot enutjar-se i ser violent abans d'abandonar la llar. També es pot fer fora si revela el seu nom. No solen ser dolents, però en un relat, un bwca tenia un amic humà que va ser enviat a la guerra i hi va morir. El bwca es tornà estrany i feia bromes disruptives fins que un curandero (mag) el va treure de la casa. |
| Ceffyl Dwr      | Cavall d'aigua semblant al kelpie. |
| Cewri           | Gegants. Els més coneguts són Ysbaddaden Bencawr de Culhwch i Olwen, i Brân de Les quatre branques del Mabinogi. |
| Coblynau        | Personetes i esperits de les mines, com els knocker. |
| Coraniaid       | Misteriosa classe d'éssers que vivien a l'illa de Bretanya. |
| Cwn Annwn       | Gossos de caça d'Annwn (l'"altre món" gal·lès). |
| Cyhyraeth       | Esperit de la mort. |
| Y Diawl         | El Diable, de qui es deia que havia construït diversos ponts a Gal·les (incloent el pont del Diable de Ceredigion), i que apareixia a la gent en forma d'un pastor amb el front negre i acompanyat de gossos. De vegades s'associava al gat negre conegut com Yr Hwch Ddu Gwta. |
| Dreigiau        | Dracs. El més famós n'és Y Ddraig Goch. |
| Y Dyn Hysbys    | Savis o mags. Podrien ser clergues o individus que havien après medicina i màgia negra dels llibres. S'afirmava que havien heretat el poder de les seves famílies i així podien preveure el futur, sobretot durant un Ysbrydnos (nit dels esperits) i feien encanteris per evitar el mal. |
| Gwiddonod       | Bruixes. Ancianes que podien llançar encanteris sobre persones i animals, viatjar volant sobre una escombra, dir la fortuna i utilitzar fórmules per curar i causar malalties. Podien prendre la forma d'una llebre, i només podien ser assassinades amb una bala d'argent. Sols els Y Dyn Hysbys (savis) podien desfer el mal que causaven.                                                                    |
| Gwragedd Annwn  | Belles dames dels llacs. |
| Gwyllgi         | Gos negre gran que perseguia la gent pels camins solitaris. |
| Gwyllion        | Esperits de les muntanyes, semblants als hags. |
| Llamhigyn y Dwr | Granota amb ales de ratpenat, també conegut com «saltador sobre l'aigua». |
| Morgens         | Esperits de l'aigua. |
| Plentyn Newid   | Canviadors de nens. |
| Pwca            | Esperit que es pot transformar en qualsevol animal o en parts d'animals. |
| Tylwyth Teg     | Literalment «poble de les fades», el nom comú en gal·lès per a les fades, habitants de l'"altre món". |
| Ysbrydion       | Esperit que té més probabilitats d'entrar en contacte amb els humans durant un Ysbrydnos (nit dels esperits) (vegeu Calan Gaeaf i Calan Mai). |

### Narrativa popular
Inclou contes populars, llegendes, tradicions i anècdotes. Els cyfarwyddiaid (singular: cyfarwydd, «narrador»), eren bards gal·lesos. L'únic cyfarwydd conegut pel seu nom és Bledri ap Cydifor (Bledericus Walensis, o Bleherus).
Els cyfawyddiaid es consideraven una classe d'aprenents amb deures i una educació que superava la d'un poeta comú. Eren funcionaris judicials amb una àmplia formació en el seu art, i sovint tenien una estreta relació amb el seu senyor. Els seus deures s'estengueren a les tradicions implicades en l'elogi, la celebració i el dol del seu senyor. El folklore gal·lès inclou una sèrie de contes que conservaren i explicaren els cyfarwyddiaid, que també s'encarregaven de conservar el material històric tradicional, el mite acceptat del passat gal·lès i de compartir les històries corresponents, considerant-se com a historiadors. A més de narrar històries, els cyfarwyddiaid també tenien la tasca de protegir les genealogies de les famílies poderoses.
Els contes de la tradició gal·lesa es van convertir en proverbis i cançons, a més de simples relats orals. Els contes històrics s'explicaven juntament amb les faules no històriques, sense una distinció significativa. Això va permetre explorar i ensenyar la cultura i la història amb la poètica de l'època. En períodes anteriors, es creu que els penceirddiaid narraven històries a les corts dels prínceps i dels nobles. Més tard, els cyfarwyddiaid explicaven històries a públics diferents de la noblesa.
L'escriptura del folklore medieval havia adoptat i explorat un conjunt de regles i temes. Es basava en les tríades poètiques de l'època, la poètica, el vers antic, i el coneixement de les històries, que permetien la concepció d'històries ben elaborades sobre els relats històrics de la població. A més, les regions adoptarien les seves pròpies directrius en la creació de contes, com les Tríades de l'illa de Bretanya, que incloïa contes basats en temes mitològics, històrics i heroics. L'escriptura també va seguir l'estructura, amb una sèrie d'esdeveniments cronològics en episodis curts, coneguts com a «històries destacades», que reflecteixen els orígens orals dels contes per explicar fàcilment al públic.
Sovint, el folklore gal·lès es va comparar amb la literatura irlandesa, que és molt semblant. Ambdues estaven formades per una estructura semblant i tenien com a objectiu informar sobre el passat, en comptes d'atacar els errors de la seva ascendència amb la sàtira. La forma d'aquests contes també imitava la de les primeres sagues irlandeses: prosa esquitxada amb poesia. A més a més, la conservació dels contes irlandesos també la realitzà una classe privilegiada, igual que els cyfarwyddiaid de Gal·les. No obstant això, fins i tot amb altres funcions similars, els bards irlandesos no eren narradors. Aquest paper es va atribuir als poetes d'Irlanda.
Es creu que aquest tipus de narradors, tant a Irlanda com a Gal·les, havien sorgit per inspiració espiritual. Els poetes parlaven «mitjançant» un gran coneixement, que de vegades es pensava que només s'adquiria amb la pràctica de l'endevinació, un concepte conegut com a ài en irlandès, i awen en galés. Els cyfarwyddiaid gal·lesos es consideraven awnyddion, capaços d'un discurs profètic en un estat posseït d'awen. Aquesta no és l'única pràctica ritual que evolucionà al voltant del folklore gal·lès, ja que altres costums s'han originat a partir dels mateixos contes.
Els contes i llegendes populars també han sobreviscut per narracions per part de la gent comuna. La narració es pot produir de moltes maneres diferents: tafaneries, jocs, balls i recitacions d'endevinalles, rimes infantils, estrofes per a arpa, cançons i balades. Les ocasions habituals d'explicar històries populars eren els nosweithiau llawen (similar al céilidh), nosweithiau gwau (nits de teixir) i Calan Gaeaf (dies d'hivern).

#### Contes d'animals amb característiques humanes
Els més famosos són «els contes sobre animals més vells», en què un personatge recull informació de diferents animals fins que es troba l'animal més vell. Culhwch i Olwen llista la merla de Cilgwri, el cérvol de Rhedynfre, el mussol de Cwm Cowlyd, l'àguila de Gwernaby, el salmó de Llyn Llyw i el gripau de Cors Fochno. La tríada «Els tres ancians del món» enumera diverses de les aus més velles.

#### Contes de fórmula
Inclouen contes encadenats i històries sense fi.

#### Humor sobre persones o tipus actuals
Inclou White Lie Tales, que són òbviament i intencionadament falsos. Els elements comuns contenen experiències del narrador a Amèrica, aventures mentre són portats a les ales d'un ocell gran, hortalisses que creixen enormes, proeses de disparar darrere de les cantonades, capacitat de veure a grans distàncies. Alguns famosos autors recents d'aquest gènere són James Wade (Shemi Wad), Daniel Thomas (Daniel i Pant), Gruffydd Jones (Y Deryn Mawr) i John Pritchard (Siôn Ceryn Bach).

#### Pseudohistòries de personatges notables
- Artús (vegeu-ne l'apartat separat a dalt).
- Twm Siôn Cati, sovint anomenat el Robin Hood gal·lès.
- Les vides de sants, escrites originàriament en llatí, i que solen destacar la concepció, el naixement i la infantesa d'un individu, tot fent èmfasi en l'adolescència, la virginitat i el conflicte sexual d'una santa (que fuig del matrimoni o la violació). Inclouen la Vida de sant David de Rhygyfarch i la Vida de Cadog de Lifris de Llancarfan. El MSS Cotton Vespasian Axiv, escrit al voltant del 1200, recull la vida de nombrosos sants. Una altra col·lecció important n'és The Book of the Anchorite of Llanddewibrefi.

#### Llegendes locals de figures històriques o pseudohistòriques
Comprèn Gwylliaid Cochion Mawddwy, un grup de bandits que visqueren a Merioneth al segle xvi, esmentat en Tours of Wales (Rutes de Gal·les) de Thomas Pennant i en altres fonts.

#### Noms de llocs o topografia
Inclou la tradició onomàstica, que n'explica els topònims. Un exemple rellevant prové de la Historia Brittonum, en la qual es diu que el nom de «Carn Cafal» prové d'un cairn (o pila de pedres) que marca la petjada de Cafal, el gos del rei Artús.

#### Recopiladors de contes populars
- Poetes acadèmics: Rhys Meurig (Rice Merrick), George Owen of Henllys.
- Antiquaris: Edward Lhuyd, the Morris Brothers of Anglesey, Iolo Morganwg.
- Folkloristes: Daniel Silvan Evans (Y Brython, 1858), Peter Roberts (Cambrian Popular Antiquities, 1815), W. Howells (Cambrian Superstitions, 1831), Isaac Foulkes (Cymru Fu, 1862), Wirt Sikes (British Goblins, 1880), Daniel Silvan Evans, John Jones et al. (Ysten Sioned), Elias Owen (Welsh Folklore, 1896), Marie Trevelyan (Folklore and Folk Stories of Wales, 1909), J. Ceredig Davies (Folk-Lore of West and Mid-Wales, 1911).[16]

### Històries de viatges
- Preiddeu Annwfn, en què el rei Artús navega cap a Annwn (el "més enllà") per recuperar un calder màgic (possiblement un predecent del Greal).
- La llegenda de Madoc, sobre el descobriment d'Amèrica el 1170 per un príncep gal·lès.

## Quaderns de viatge
Giraldus Cambrensis (c. 1146 – c. 1223) esmenta nombrosos aspectes de la mitologia gal·lesa i el folklore de la seva època en els seus llibres Itinerarium Cambriae (1191) i Descriptio Cambriae (1194).

## Història nacional
Mentre que aquestes obres es consideren històriques, expliquen el que es convertiria en un mite d'origen comú per als gal·lesos:
- Historia Brittonum
- Annales Cambriae
- Les obres de Geoffrey de Monmouth

## Llegat de la mitologia gal·lesa en la literatura anglesa
- Arthurian Tales: vegeu rei Artús.
- The Mabinogion: vegeu Mabinogion.
- The Misfortunes of Elphin (1829), de Thomas Love Peacock's (sobre el personatge dels contes del Hanes Taliesin).
- William Morris, que al seu torn va influenciar a J. R. R. Tolkien i C. S. Lewis i, per tant, gran part de la literatura fantàstica del segle xx.[16]